# Матусевич Ніна Павлівна
Ніна Павлівна Матусевич (5 червня 1929, село Новостав, тепер Луцького району Волинської області) — українська радянська діячка, новаторка сільськогосподарського виробництва, телятниця колгоспу «Шлях Леніна» Млинівського району Рівненської області. Депутатка Верховної Ради УРСР 7-го скликання.

## Біографія
Народилася в бідній селянській родині. Закінчила сільську школу. Вийшла заміж, переїхала до чоловіка в село Яловичі Млинівського району Рівненської області.
Трудову діяльність розпочала у 1950-х роках колгоспницею колгоспу «Шлях Леніна» Млинівського району Рівненської області. Вирощувала кок-сагиз, цукрові буряки.
З 1960 року — телятниця колгоспу «Шлях Леніна» села Яловичі (центральна садиба у селі Ярославичі) Млинівського району Рівненської області.
Потім — на пенсії у селі Яловичі Млинівського району Рівненської області.

## Нагороди
- Орден Леніна
- Медалі